# Arches
Arches (Арки) — програмне забезпечення для інвентаризації об'єктів культурної спадщини із підтримкою геопросторових  даних, що має відкритий початковий код. Розробляється спільно Інститутом Гетті по збереженню (англ. Getty Conservation Institute) і Всесвітнім фондом пам'яток. 
Arches не є централізованим репозиторієм об'єктів культурної спадщини, натомість організації самостійно встановлюють Arches для створення власного сховища. Arches є у вільному доступі для організацій по всьому світу для завантаження, встановлення і налаштування відповідно до їх індивідуальних потреб.

## Архітектура
Arches використовує RESTful інтерфейси і шаблон MVC. Arches побудований на Python і Django і використовує наступні основні бібліотеки: Require.js, Backbone.js, JQuery і Bootstrap. Пошук реалізовано за допомогою ElasticSearch.

## Стандарти та сумісність
Одним з ключових принципів в проектуванні Arches було використання міжнародно прийнятих стандартів для інформаційних технологій, інвентаризації спадщини та керування даними спадщини. 

### Інформаційні технології
Arches реалізує ключові мережеві і геопросторові технологічні стандарти, такі як стандарт OGC (Open Geospatial Consortium) Simple Features для типів SQL і функцій, GeoJSON, KML і традиційний формат даних ГІС (Shapefile). Arches призначений для безшовної інтеграції з GeoServer для підтримки публікації даних культурної спадщини як вебслужб OGC, які можуть споживатися з ГІС-додатків, таких як ArcGIS або QGIS.